# Nagy Béla (matematikus)
Nagy Béla (Nyíregyháza, 1942. június 6. –) magyar matematikus, egyetemi tanár a Budapesti Műszaki és Gazdaságtudományi Egyetemen és a Magyar Tudományos Akadémia doktora.

## Élete
A Kossuth Lajos Tudományegyetemen tanult matematikát 1960–65 között és itt doktorált 1970-ben. 1975-ben kandidátusi címet szerzett matematikából, a disszertációjának a címe Trigonometrical operator functions. 1985-ben a matematika tudományok doktora lett, disszertációjának a címe Spectral decompositions of closed linear operators in Banach spaces. Egyetemi pályafutását a BME-n kezdte, majd visszament a KLTE-re, végül 1973 óta a BME tagja, ahol 1987 óta professzor és kétszer volt a természettudományi kar vezetője. Több külföldi egyetemen és számtalan konferencián volt előadó. 1997-2001 között Széchenyi Professzori Ösztöndíjban részesült. Több mint 70 tudományos publikációja jelent meg.